# Cerco de Petersburg
O Cerco de Petersburg (conhecido também como Campanha Richmond-Petersburgo) foi uma série de batalhas pelo controle da cidade de Petersburg, que fica a 37 km de Richmond, capital do estado confederado da Virgínia. A campanha, que foi uma das mais longas da Guerra Civil Americana, durou de 9 de junho de 1864 até 25 de março de 1865.
Durante as batalhas, os combates foram caracterizados como uma grande luta de trincheiras. O Exército da União, comandado pelo tenente-general Ulysses S. Grant, atacou diretamente Petersburg mas não conseguiu avançar, tendo então que construir várias linhas de trincheiras (totalizando 48km) para cercar a cidade. Também houve combates em Richmond, como parte da campanha, para destruir todas as forças confederadas na região. Petersburg era uma rota de suprimentos crucial para as forças do general sulista Robert E. Lee e protegia a capital confederada, Richmond. Várias surtidas e batalhas foram lutadas para tomar as linhas de ferrovias que transportavam materiais e suprimentos de Petersburg até Richmond, o que fez com que a situação de abastecimento e logistica do Sul ficasse tremendamente deteriorada.
O general Lee finalmente cedeu à pressão esmagadora (naquela altura, as linhas de suprimentos sulistas já estavam todas cortadas e a região completamente cercada) e abandonou as cidades de Richmond e Petersburg em abril de 1865, o que levou a uma retirada e posteriormente a redição total de seu exército em Appomattox. O cerco de Petersburg prenunciou a "guerra de trincheiras" que se tornaria comum na Primeira Guerra Mundial, lutada 60 anos depois, o que a fez ganhar notoriedade na história militar. Esta batalha também foi a que teve maior participação de soldados negros em toda a guerra e as unidades de "soldados de cor" lutaram valentemente e sofreram pesadas baixas em vários confrontos, como nas batalhas da Cratera e em Chaffin's Farm.

## Galeria

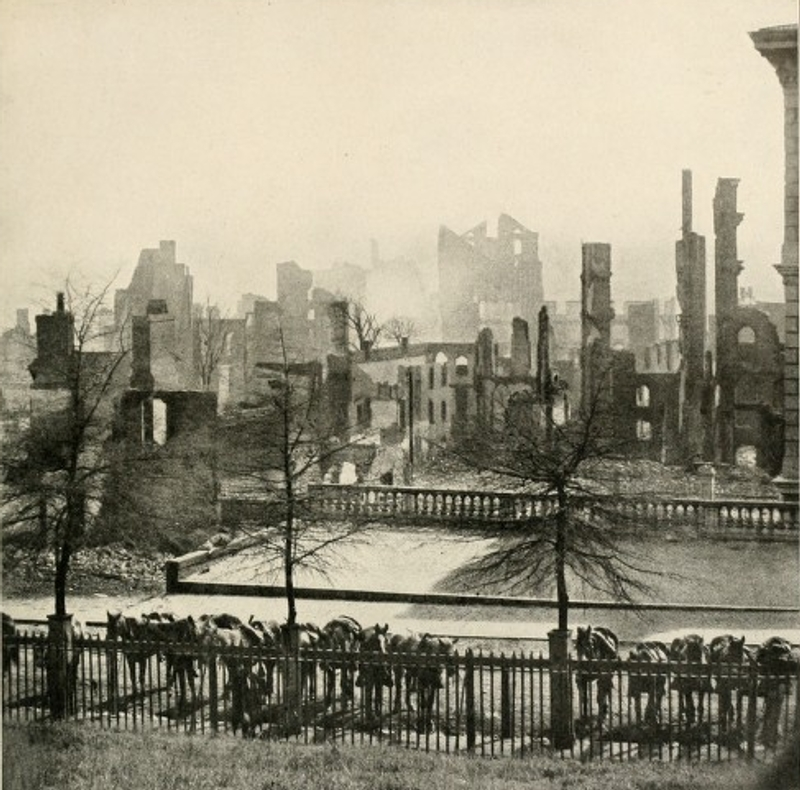
Fumaça ainda sobe das ruínas de Richmond, Virgínia, após a rendição em 3 de abril de 1865, após a vitória da União no cerco de Petersburg.
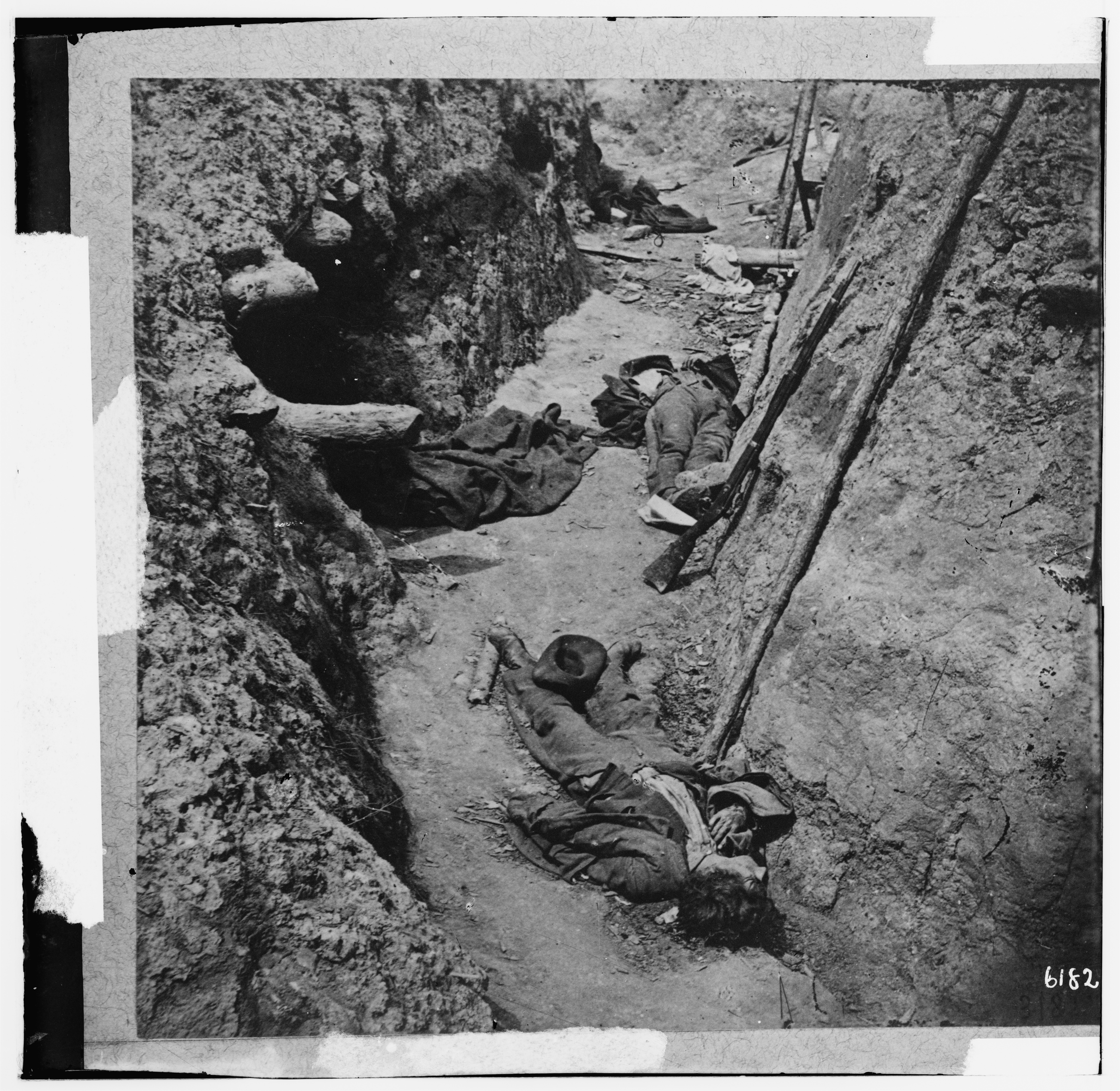
Soldados confederados mortos nas trincheiras de Fort Mahone.
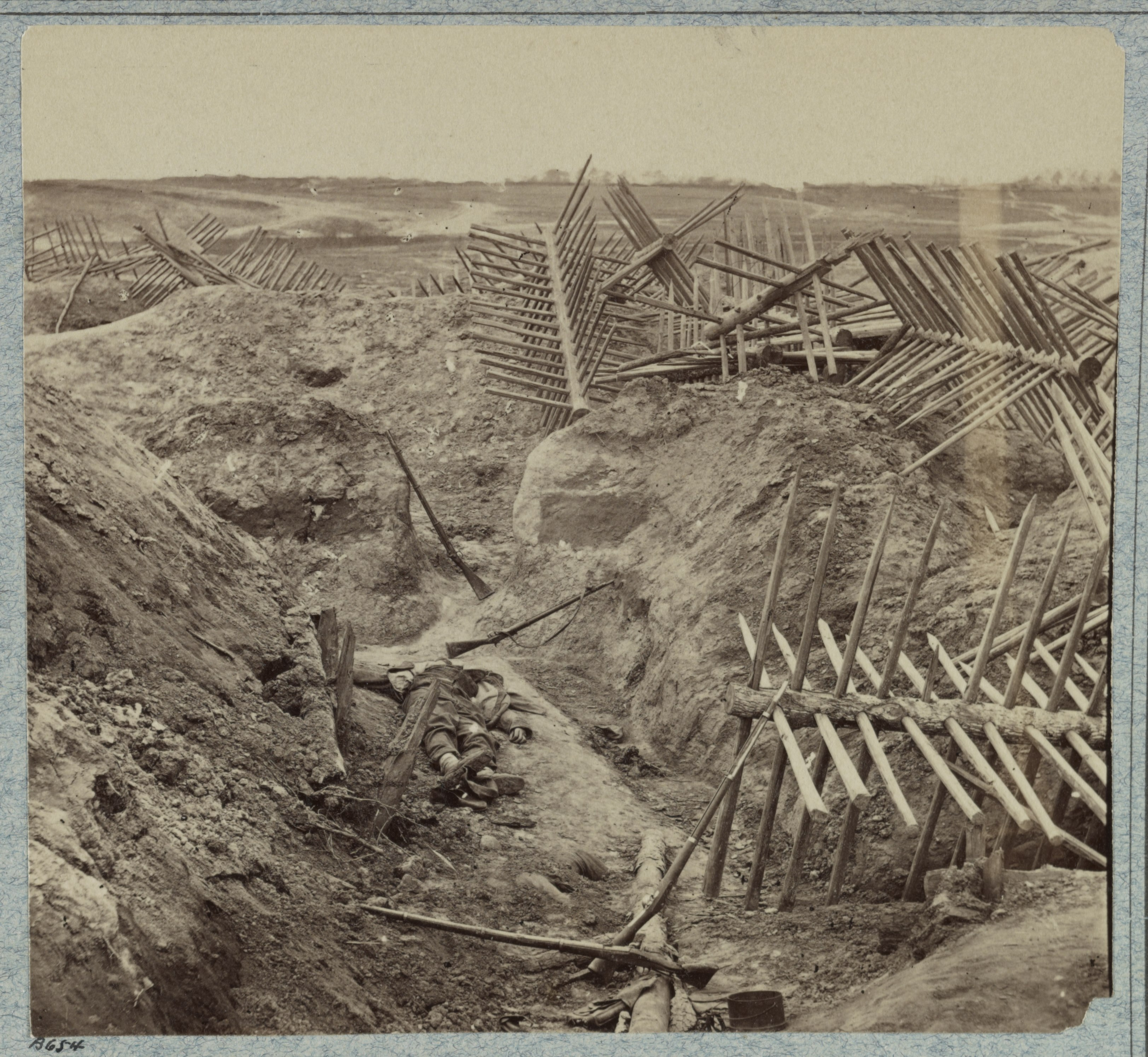
Confederado morto, em abril de 1865, após violentos combates nas trincheiras.
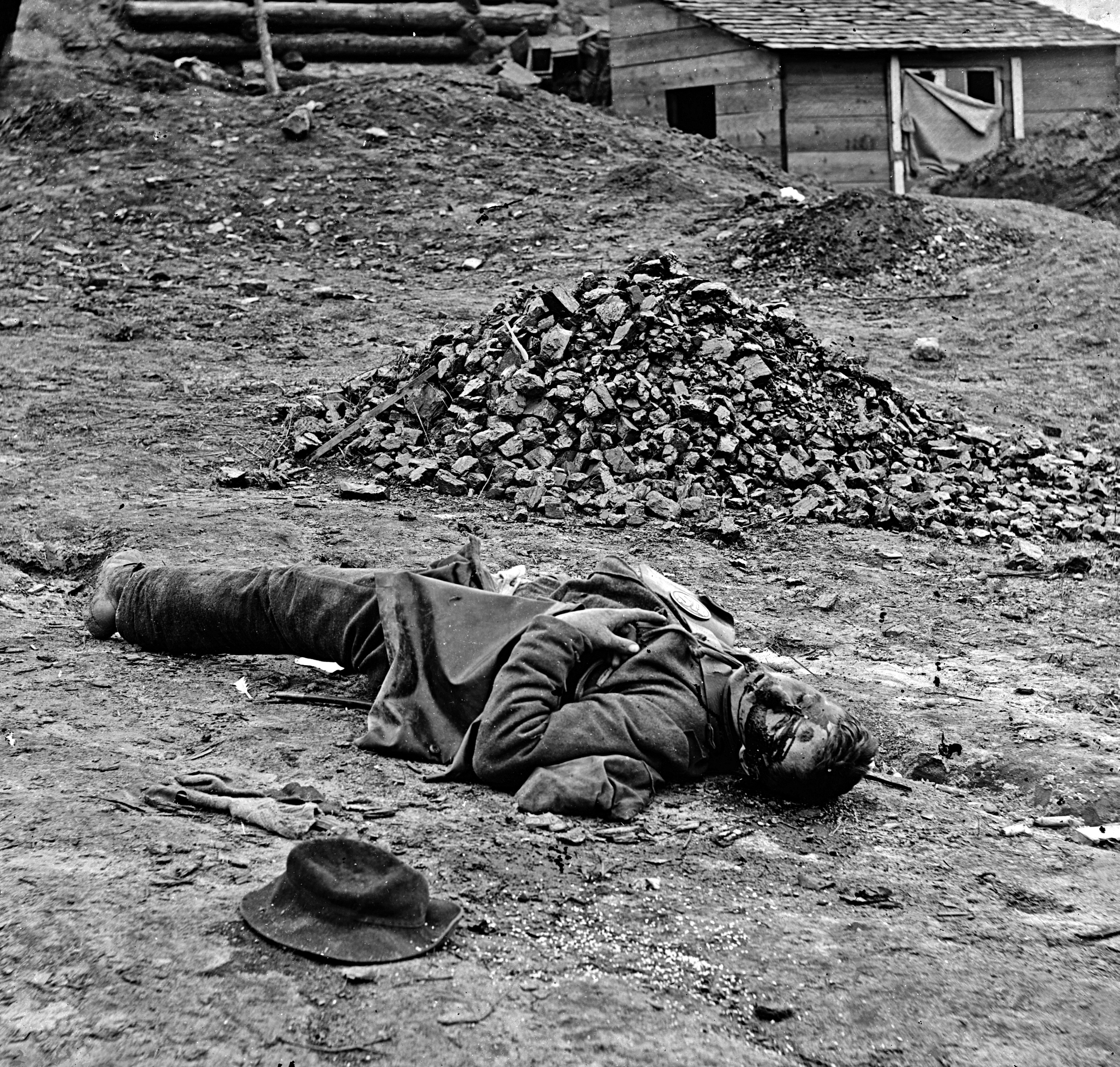
Artilheiro confederado morto durante o ataque final da União contra as trincheiras em Petersburg. Foto de Thomas C. Roche, 3 de abril de 1865.